# 夏尔·戴高乐站 (雷恩地铁)
夏尔·戴高乐站是法国西部城市雷恩的一个地铁车站，位于雷恩地铁A线上。

## 位置
夏尔·戴高乐站位于雷恩市区的中部，哥伦比-战神广场街区内。铁路股道为南北走向。

## 设施
夏尔·戴高乐站站内设有自动售票机及无障碍设施。

## 站台设置
| 东↑ |      |                  |
|     | 侧式 |                  |
|     |      | 约翰·肯尼迪方向← |
|     |      | 拉波特里方向→    |
|     | 侧式 |                  |
| 西↓ |      |                  |

## 配套交通

### 城市公共交通
| 夏尔·戴高乐站附近的公共交通线路 |            |                |
| 公交车站名称                    | 位置       | 停靠线路       |
| 夏尔·戴高乐                     | 地铁站地面 | C3 12 54 55 56 |
| 1.                              |            |                |

此外，当地铁线路发生故障或施工时，雷恩交通局可能提供临时摆渡车。

### 社会车辆
夏尔·戴高乐站附近设有社会车辆停车场。

## 临近车站
| 夏尔·戴高乐站（Charles De Gaulle） |             |             |
| 上行车站                           | 线路        | 下行车站    |
| 共和 520m ←                        | 雷恩地铁A线 | 车站 → 370m |
| - 本表仅显示运营中的线路及车站     |             |             |